# La Redoute (azienda)
La Redoute è un'azienda di vendita per corrispondenza (catalogo e internet) di abbigliamento.

## Storia
La Redoute è stata fondata nel 1928 da Joseph Pollet, membro del gruppo Redcats; è presente in 26 Paesi.

### La Redoute in Italia
L'azienda diviene operativa in Italia dal 2007 quando Bernardi, titolare di Postalmarket decide di chiudere la sua azienda i cui resti vengono comunque ceduti a La Redoute.

## Testimonial
La Redoute si è avvalsa per la presentazione dei suoi capi di abbigliamento di molte celebrità. 
Tra questi ci sono: Sylvie Vartan, France Gall, Valérie Lemercier, Lou Doillon, Emmanuelle Béart, Vanessa Paradis, Emmanuelle Seigner, Isabelle Adjani, Chiara Mastroianni e Benjamin Biolay, Laetitia Casta, Marianne James, Françoise Hardy e Thomas Dutronc, Yelena e Yannick Noah, Kristin Scott Thomas e sua figlia Hannah, Sarah e Marc Lavoine, Tara Lynn, Ines de la Fressange.

## Le collaborazioni con le case di alta moda
Dal 1969, La Redoute si impegna a rendere accessibili le grandi collezioni di alta moda. Molti gli stilisti che collaborano o hanno collaborato con essa: Yves Saint Laurent, Christian Lacroix, Loris Azzaro, Anthony Vaccarello, Robert Clergerie e Vanessa Bruno, Popy Moreni, Claudie Pierlot, Christophe Lemaire, Isabel Marant, Jamin Puech, Michel Vivien e Simon Porte Jacquemus (Jacquemus).